# Machikado Mazoku
Machikado Mazoku (まちカドまぞく Machikado Mazoku?, lit. La chica demonio a la vuelta de la esquina) es una serie de manga yonkoma japonés escrito e ilustrado por Izumo Itō, comenzó a serializarse en la revista de manga seinen Manga Time Kirara Carat de Hōbunsha desde julio de 2014. Hasta el momento se ha recopilado en seis volúmenes tankōbon.
Una adaptación de serie anime producido por J.C.Staff se emitió entre el 11 de julio y el 25 de septiembre de 2019. Una segunda temporada de anime titulada Machikado Mazoku 2-Chōme se estrenó el 7 de abril de 2022.

## Sinopsis
Un día, Yuko Yoshida se despierta con cuernos y una cola y se entera de que ella es la descendiente del clan oscuro que fue maldecido por el clan de luz. Para restaurar el honor de su clan, Yuko tiene la tarea de derrotar a la chica mágica de la ciudad, Momo Chiyoda.

## Personajes
Yuko Yoshida (吉田優子 Yoshida Yūko?)  / Shamiko (シャミ子?)
 Seiyū: Konomi Kohara
Una chica de secundaria que un día despierta como una chica demonio encargada de derrotar a una chica mágica. Su título completo de chica demonio es «Shadow Mistress Yuko», a menudo abreviado por otros como «Shamiko». A pesar de su ascendencia, es físicamente débil. En momentos de peligro, puede transformarse en una forma de manejo de crisis que mejora ligeramente sus habilidades.
Momo Chiyoda (千代田桃 Chiyoda Momo?)
 Seiyū: Akari Kitō
Una chica mágica que asiste a la escuela secundaria de Yuko. A pesar de estar supuestamente entre las más débiles entre sus compañeras mágicas, posee una gran fuerza física incluso sin transformarse.
Lilith (リリス Ririsu?)
 Seiyū: Minami Takahashi
La ancestro de Yuko que es apodada como «Shamicen», aparece en sus sueños y puede recibir ofrendas entregadas a una estatua que Yuko lleva consigo. Cuando se activa un interruptor en la estatua, ella puede tomar el control del cuerpo de Yuko.
Mikan Hinatsuki (陽夏木 ミカン Hinatsuki Mikan?)
 Seiyū: Tomoyo Takayanagi
Una chica mágica que llega a la ciudad para ayudar a Momo después de que sus poderes disminuyen. Ella está afligida por una maldición que hace que otros experimenten calamidades cada vez que ella se pone nerviosa. Más tarde, se revela que la "maldición" era un familiar guardián equivocado que la atacó cuando los latidos de su corazón se volvieron locos, pensando que había hecho una buena acción.
Anri Sata (佐田杏里 Sata Anri?)
 Seiyū: Sayaka Senbongi
La amiga y compañera de clase de Yuko.
Shion Ogura (小倉しおん Ogura Shion?)
 Seiyū: Ayaka Suwa
La amiga y compañera de clase de Yuko es miembro del Club de Estudios de Magia Negra de la escuela.
Ryoko Yoshida (吉田良子 Yoshida Ryōko?)
 Seiyū: Hitomi Ōwada
La hermana menor de Yuko que está en la escuela media.
Seiko Yoshida (吉田清子 Yoshida Seiko?)
 Seiyū: Sayaka Ohara
La madre de Yuko y Ryoko.
Joshua (ヨシュア Yoshua?)
El padre de Yuko y Ryoko. Utiliza el alias Tarō Yoshida (吉田 太郎 Yoshida Tarō?) en Japón, que fue elegido por la similitud de "Yoshida" con su nombre "Joshua". También tiene una apariencia juvenil. Fue sellado dentro de una caja de cartón por Sakura.
Sakura Chiyoda (千代田 桜 Chiyoda Sakura?)
La hermanastra mayor de Momo, que fue la chica mágica de la ciudad antes que ella. Desapareció hace diez años después de manipular el sello de la familia de Yuko para garantizar su buena salud.
Shirosawa (白澤 Shirosawa?)
Un tapir demonio dueño de la cafetería Asura. También creó a Yuru-chara de la calle comercial Tamasakura Tamasakura-chan (たまさくらちゃん Tamasakurachan?) por inspiración de la forma de gato de Sakura.
Lico (リコ Riko?)
Una zorro huli jing que trabaja con Shirosawa como camarera en la cafetería Asura. Tiene la costumbre de usar hojas mágicas para hechizar a las personas que comen su comida.
Ugallu (ウガルル Ugaruru?)
Un familiar de Mikan.

## Media

### Manga
Machikado Mazoku es escrito e ilustrado por Izumo Itō, comenzó su serialización en la revista Manga Time Kirara Carat de Hōbunsha en julio de 2014, y hasta el momentose ha compilado en seis volúmenes tankōbon.
| Volúmenes de manga publicados | Volúmenes de manga publicados | Volúmenes de manga publicados |
| Número                        | Fecha de publicación          | ISBN                          |
| ----------------------------- | ----------------------------- | ----------------------------- |
| 1                             | 27 de noviembre de 2015       | ISBN 978-4-8322-4639-3        |
| 2                             | 27 de octubre de 2016         | ISBN 978-4-8322-4760-4        |
| 3                             | 27 de septiembre de 2017      | ISBN 978-4-8322-4875-5        |
| 4                             | 25 de octubre de 2018         | ISBN 978-4-8322-4988-2        |
| 5                             | 27 de junio de 2019           | ISBN 978-4-8322-7102-9        |
| 6                             | 25 de febrero de 2021         | ISBN 978-4-8322-7251-4        |

### Anime
Una adaptación de anime se anunció en la edición de marzo de Manga Time Kirara Carat el 28 de enero de 2019. La serie es producida por el estudio J.C.Staff y dirigida por Hiroaki Sakurai, con Keiichirō Ōchi administrando la composición de la serie, y Mai Otsuka a cargo del diseño de los personajes. La serie se emitió del 11 de julio al 26 de septiembre de 2019 en TBS y BS-TBS.
El tema de apertura de la serie es "Machi Kado Tangent" (町かどタンジェント Machi Kado Tanjento?), interpretado por Konomi Kohara y Akari Kitō, mientras que el tema final de la serie es "Yoi Machi Cantare" (よいまちカンターレ Yoi Machi Kantāre?), interpretado por Kohara, Kitō, Minami Takahashi y Tomoyo Takayanagi. La serie está licenciada en regiones de habla inglesa por Sentai Filmworks, que transmitió la serie en HiDive.
El sitio web oficial del anime confirmó el 28 de agosto de 2020 que la serie contara con una segunda temporada, la cual llevara por título Machikado Mazoku 2-Chōme (まちカドまぞく 2丁目?). TBS reveló un video promocional y visual para el anuncio, y el 24 de junio de 2021 se anunció que se estrenará el 7 de abril de 2022.